# Киници
Киници су били старогрчки филозофи, који су припадали једној од Сократових школа. Учили су да сваки човек може постићи блаженство ако живи тако да има што мање потреба.
Оснивач школе је Антистен. Мајка му је била трачка робиња, па стога није имао пуно грађанско право. Платон у Федону каже да је Антистен био присутан у часу Сократове смрти. На подручју етике Антистен је учио да је врлина довољна за блаженство (еудаимониа), може се научити (дидакте) и не може се изгубити (анапоблетос). Антистенов настављач био је Диоген из Синопе (северна обала Мале Азије). О Диогену је сачувано више анегдота (нпр. да је спавао у бурету).